# 臺灣斜線鏟頭沫蟬
臺灣斜線鏟頭沫蟬（学名：Clovia peracuta）为尖胸沫蟬科鏟頭沫蟬屬下的一个种。